# Голубая кровь (12-й сезон)
Двенадцатый сезон американского телесериала «Голубая кровь» премьера которого состоялась на канале CBS 1 октября 2021 года, а заключительная серия сезона вышла 6 мая 2022 года. Количество серий в сезоне составило двадцать.

## Сюжет
История о семье полицейских, занимающих самые высокие должности в Нью-Йорке. Фрэнк Рейган — не только глава городского управления полиции, но и глава этой большой семьи. Его методы управления на обоих фронтах довольно дипломатичны. Взяв ответственный пост от своего отца Генри, босс не проявил в политике такого же мужества, как он. Фрэнк предпочитает быть внимательным, сдержанным и спокойным.

## В ролях

### Основной состав
- Том Селлек — Фрэнк Рейган, комиссар полиции Нью-Йорка.
- Донни Уолберг — Дэнни Рейган, детектив 1-го класса.
- Бриджит Мойнахан — Эрин Рейган-Бойл, помощник окружного прокурора.
- Уилл Эстес — Джейми Рейган, полицейский.
- Лен Кариу — Генри Рейган, отставной комиссар полиции Нью-Йорка, отец Фрэнка.
- Мариса Рамирес — Мария Баэс, напарница Дэнни.
- Ванесса Рэй — Эдит Джэнко, полицейский.

## Эпизоды
| № общий | № в сезоне | Название                                            | Режиссёр         | Автор сценария           | Дата премьеры   | Произв. код | Зрители в США (млн) |
| --- | ---------- | --------------------------------------------------- | ---------------- | ------------------------ | --------------- | ----------- | ------------------- |
| 235 | 1          | «Ненависть есть ненависть» «Hate is Hate»           | Дэвид М. Барретт | Шиван Бирн О’Коннор      | 1 октября 2021  | 1201        | 6.30                |
| Пока Дэнни консультируется с экстрасенсом, чтобы раскрыть убийство маленького мальчика, Фрэнк спорит с мэром о том, как лучше защитить город от всплеска преступности после громкой стрельбы. Кроме того, Эрин расследует дело десятилетней давности, в котором главным свидетелем убийства является ее босс, Д.А. Кимберли Кроуфорд, которой в то время было 13 лет. |            |                                                     |                  |                          |                 |             |                     |
| 236 | 2          | «В такие времена, как сейчас» «Times Like These»    | Роберт Хармон    | Брайан Барнс             | 8 октября 2021  | 1202        | 6.00                |
| 237 | 3          | «Защитные инстинкты» «Protective Instincts»         | Жаклин Техада    | Ясмин Каде & Кевин Райли | 15 октября 2021 | 1203        | 5.96                |
| 238 | 4          | «Настоящий синий» «True Blue»                       | Неизвестно       | Неизвестно               | 22 октября 2021 | 1204        | 6.05                |
| 239 | 5          | «Благие намерения» «Good Intentions»                | Неизвестно       | Неизвестно               | 5 ноября 2021   | 1205        | 6.20                |
| 240 | 6          | «Будь умным или будь мертвым» «Be Smart or Be Dead» | Неизвестно       | Неизвестно               | 12 ноября 2021  | 1206        | 6.10                |
| 241 | 7          | «США сегодня» «USA Today»                           | Неизвестно       | Неизвестно               | 19 ноября 2021  | 1207        | 5.79                |
| 242 | 8          | «Проверка в реальных условиях» «Reality Check»      | Неизвестно       | Неизвестно               | 3 декабря 2021  | 1208        | 5.81                |
| 243 | 9          | «Брандмауэр» «Firewall»                             | Неизвестно       | Неизвестно               | 10 декабря 2021 | 1209        | 5.77                |
| 244 | 10         | «Старые друзья» «Old Friends»                       | Неизвестно       | Неизвестно               | 7 января 2022   | 1210        | 6.07                |
| 245 | 11         | «На руке» «On The Arm»                              | Неизвестно       | Неизвестно               | 14 января 2022  | 1211        | 6.44                |
| 246 | 12         | «Путь Рейгана» «The Reagan Way»                     | Неизвестно       | Неизвестно               | 21 января 2022  | 1212        | 6.27                |
| 247 | 13         | «Холодный комфорт» «Cold Comfort»                   | Неизвестно       | Неизвестно               | 28 января 2022  | 1213        | 6.10                |
| 248 | 14         | «Верность» «Allegiance»                             | Неизвестно       | Неизвестно               | 25 февраля 2022 | 1214        | 6.25                |
| 249 | 15         | «Где мы стоим» «Where We Stand»                     | Неизвестно       | Неизвестно               | 4 марта 2022    | 1215        | 5.90                |
| 250 | 16         | «Вина» «Guilt»                                      | Неизвестно       | Неизвестно               | 11 марта 2022   | 1216        | 6.14                |
| 251 | 17         | «Скрытый мотив» «Hidden Motive»                     | Неизвестно       | Неизвестно               | 1 апреля 2022   | 1217        | 5.67                |
| 252 | 18         | «Давно потерянный» «Long Lost»                      | Неизвестно       | Неизвестно               | 8 апреля 2022   | 1218        | 5.93                |
| 253 | 19         | «Запутался в синем» «Tangled Up in Blue»            | Неизвестно       | Неизвестно               | 29 апреля 2022  | 1219        | 5.85                |
| 254 | 20         | «Серебряные накладки» «Silver Linings»              | Неизвестно       | Неизвестно               | 6 мая 2022      | 1220        | 6.23                |

## Производство

### Разработка
15 апреля 2021 года телеканал CBS продлил телесериал на двенадцатый сезон.